# ونكة حرشاء
ونكة حرشاء (الاسم العلمي:Littorina scabra) هي نوع من الحيوانات تتبع جنس الونكة من فصيلة الونكات.